# Castro de Arrola
El Castro de Arrola u oppidum de Marueleza es un castro de la segunda Edad del Hierro (siglo III a I a. C.) que se halla en la provincia de Vizcaya en el País Vasco, España. Se ubica en el cordal de Gastiburu en la cumbre de monte Arrola de 537 m de altitud, entre las poblaciones de Navárniz, Arrazua y Mendata en la margen
oriental de la cuenca de Urdaibai. 
Está considerado como el mayor poblado de la Edad del Hierro de Vizcaya y el más importante del Cantábrico oriental, es uno de los mejor conservados del País Vasco. Tiene una extensión de 8 hectáreas, aunque se cree que puede abarcan hasta 13 hectáreas, y contaba con unas importantes defensas en las que destaca una gruesa muralla de tierra y piedras. Fue uno de los principales centros desde donde se articuló la vida de Urdaibai desde la Edad del Hierro hasta la entrada de los romanos, cuando se abandonan los castros y se ubican a orillas de los ríos y del mar.
El yacimiento es propiedad de la Diputación Foral de Vizcaya y se han realizado numerosas campañas de excavaciones y estudios arqueológicos. En marzo de 2014 se realiza una exposición en el museo de arqueología de Vizcaya, que en verano de ese año se traslada al propio yacimiento. En ella se exponen objetos de todo tipo hallados en Arraola (piezas de cerámica, útiles de hierro, adornos de bronce y el ajuar completo de un guerrero, que solía llevar dos lanzas...) dando una amplia visión de la cultura castreña que procedente al parecer llegó con las migraciones indoeuropeas y desapareció con la llegada de los  romanos en el siglo I.
El castro también es conocido por el nombre de Marueleza, que en castellano es "Iglesia de Maru" (Maru eliza) relacionando así este lugar con Maru o Mari la deidad más importante de la mitología vasca. Tradicionalmente el lugar ha estado relacionado con algunas apariciones misteriosas. A un kilómetro del castro está el santuario prehistórico de Gastiburu o Gaztiburu, de las mismas fechas del castro, formado por cuatro estructuras alrededor de otra central de forma pentagonal rodeado este conjunto por otras estructuras satélites circulares. Algunos estudios han relacionado esta construcción con posiciones astronómicas, ya que el sol en los solsticios de verano e invierno
tienen desde este lugar puntos definidos de orto y ocaso.

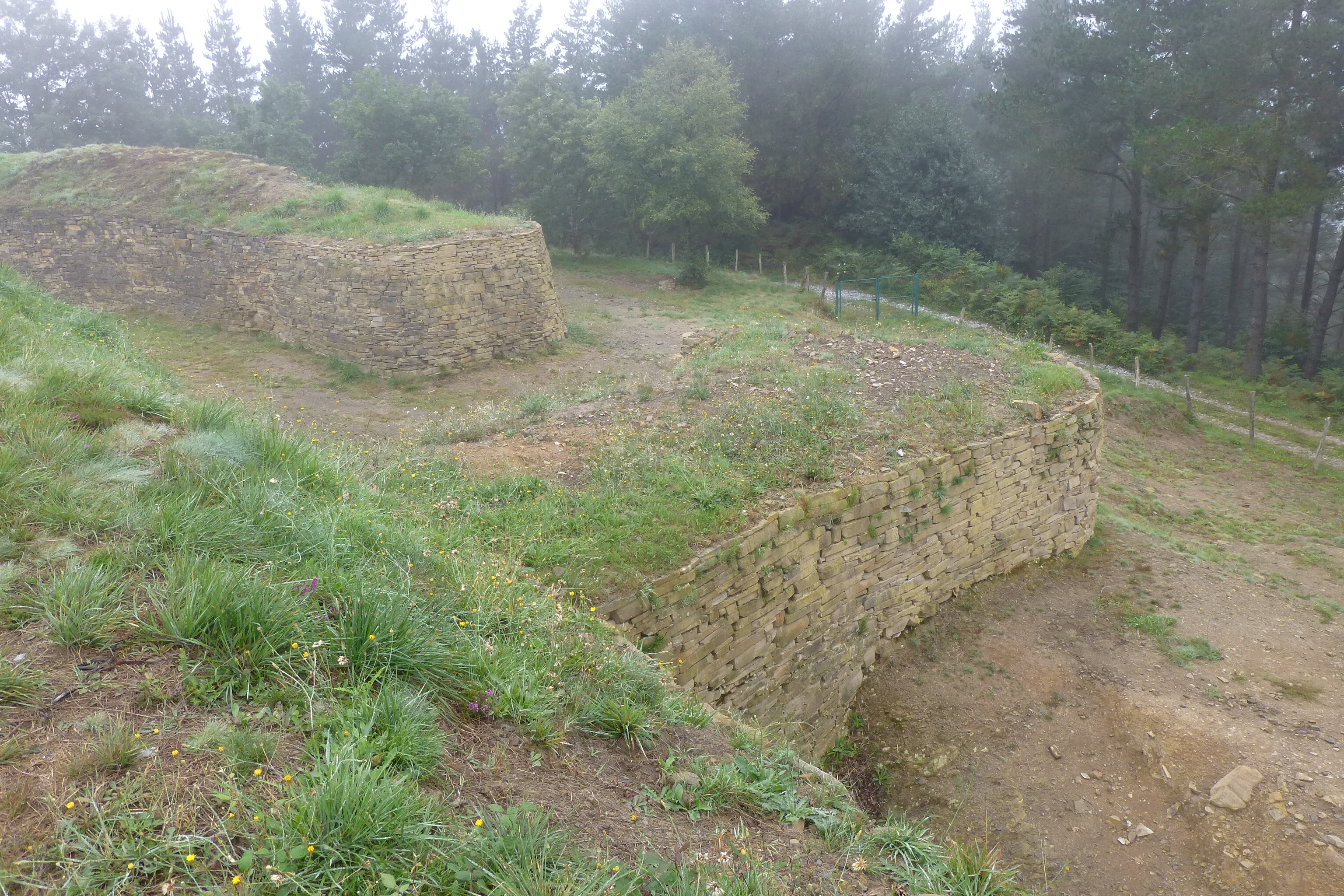
Castro de Arrola, acceso NNW.

## Historia
El Castro de Marueleza o Arrola se descubrió a principios del siglo XIX. En 1827 fue reconocido y topografiado por Martín Novia Salcedo y el arquitecto Antonio Echevarría por encargo de la Diputación Foral de Vizcaya. En 1942 Blas Tarracena y Augusto Fernández de Avilés realizaron el primer estudio arqueológico que puso en relieve la entidad de la estructura defensiva
Ha sufrido acciones que lo han dañado. Trabajos agrícolas y forestales que han aterrazado una buena parte del sector oriental del poblado, rebuscas mineras que han deteriorado la entrada, actuaciones arqueológicas que han desfigurado la estructura de la muralla... En el año 2000 se comienza un plan de actuaciones para recuperar el monumento con colaboración de la Universidad del País Vasco, adquiriendo los terrenos en los que está ubicado, manteniendo un plan de limpieza y siega y la reconstrucción de las partes dañadas del monumento donde se han reconstruido más de 50 metros de muralla.
El plan de actuaciones culminó en el año 2014 con la apertura al público del yacimiento y la construcción de un pequeño museo con parte de las piezas halladas.

## Descripción

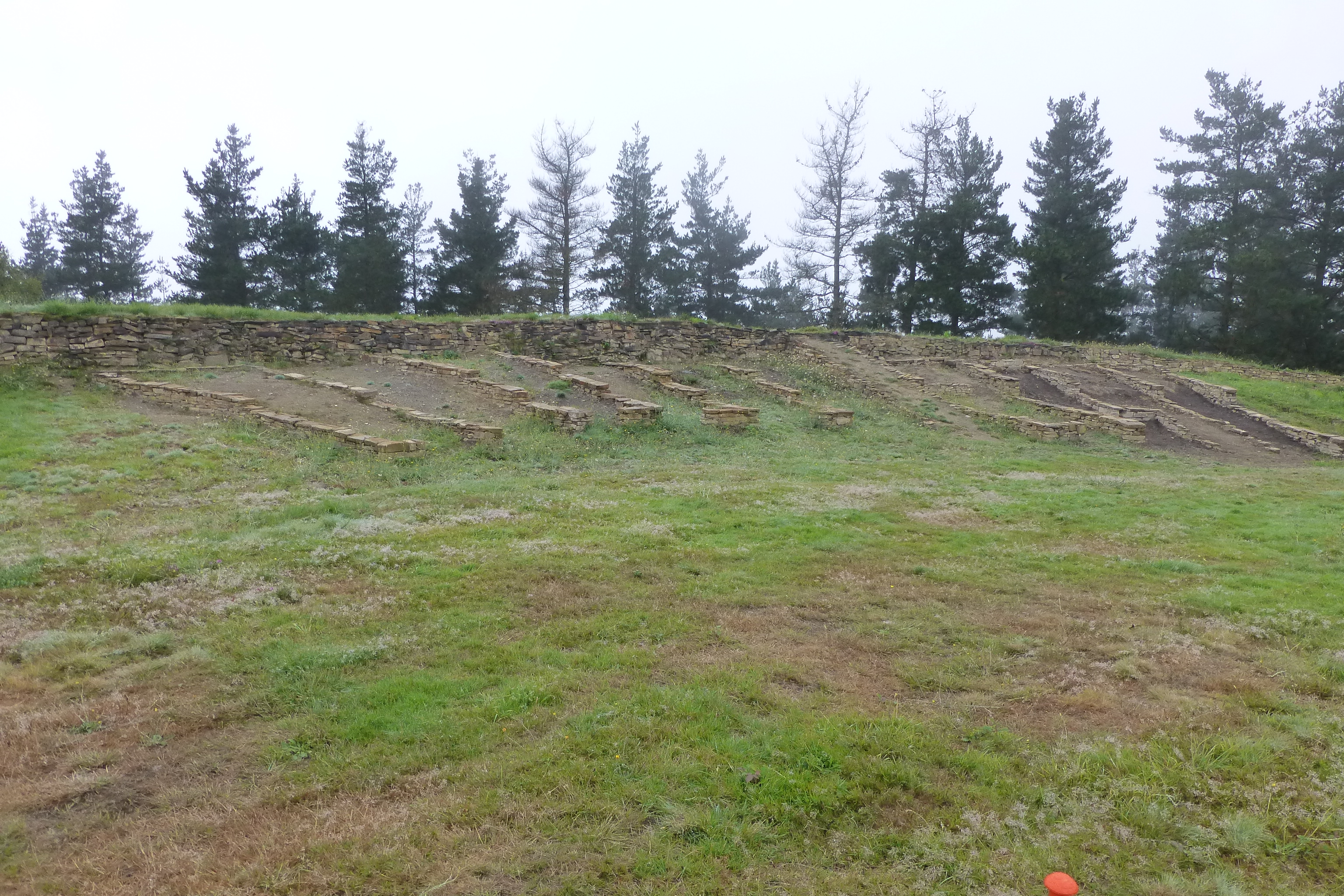
Castro de Arrola, trazas de viviendas.

El Castro de Arrola u oppidum de Marueleza, ocupa toda la cumbre del monte Arrola, tiene una extensión interior de unos 80 000 metros cuadrados rodeados de una imponente muralla. Fuera de ella el yacimiento se extiendo por otros 50 000 metros cuadrados que han sido muy alterados por la acción humana, especialmente por la explotación forestal.
La muralla rodea y define todo el poblado. Las viviendas, construidas sobre un zócalo de piedra con madera y barro con techumbre de paja, se apoyaban en la muralla. Eran edificios de unos 20 metros cuadrados de forma de rectángulo donde la muralla era uno de sus lados cortos haciendo las veces de pared trasera, las paredes laterales eran compartidas con otras casas.
No se ha hallado la necrópolis aunque si alguna estela ágrafa con decoraciones geométricas. Cerca del poblado, a unos 800 metros hacia el sureste, se halla el llamado Santuario de Gastiburu, un conjunto de construcciones de la misma época cuya finalidad se ignora aunque se estima que debía ser para la realización de rituales.
La población de Arrola se estima que era de unos 400 habitantes con una estructura social compleja en la que habría una pequeña aristocracia y una élite religiosa, siendo los demás campesinos y artesanos. Los restos de cerámica que se han hallado son de características celtíberas. Los molinos de mano y de eje central señalan así como las herramientas y otros enseres indican que los pobladores de Arrola cultivaban trigo, centeno y panizo, pastoreaban ganado vacuno, ovino y porcino, practicaban la minería y comerciaban con otros poblados.

La gran muralla que rodea el poblado eran señal de prestigio y hacen suponer que Arrola era la cabeza de una serie de poblados menores lo que señalaría una estructura jerárquica de la organización de la ocupación del territorio.

## La muralla
En las defensas del castro de Arraola destaca la muralla que rodea el mismo. Esta muralla tiene una altura entre cinco y seis metros y con una anchura en la base entre 7 y ocho metros y entre tres y tres metros y medio en la parte superior. Las puertas de entrada son del tipo de esviaje, característica de la Edad del Hierro, conformadas por un solapamiento de dos lienzos de muralla que forman un corredor de unos 10 metros. Se cree que el poblado contó con tres entradas aunque solo se han encontrado dos, una de ellas ha sido totalmente excavada, estudiada y reconstruida, mientras que la tercera se piensa que ha sido destruida por la construcción de dos pistas forestales.
Tiene un núcleo de tierra revestido de piedra con fuerte pendiente hacia el exterior. La defensa se completaba con un foso y una empalizada. Arrola es uno de "los mejores ejemplos de fortificación de entrada de todo el norte de la Península Ibérica".

## Santuario de Gastiburu
A unos 800 metros al sureste del Oppidum de Marueleza, o castro de Arrola, entre dos pequeños ríos, se ubica una curiosa construcción datada en el siglo III a. C. conocida como "Santuario de Gastiburu" y que la tradición popular siempre ha ligado a la mitología y a la brujería, un lugar habitual, según la tradición, de akelarre. Este conjunto monumental, del que no hay referencia de otros similares, no tiene un uso productivo aparente, tiene tres características relevantes:
- Exclusividad de diseño.
- Calidad de la construcción.
- Falta de materiales cotidianos.

El monumento sorprende por no tener una finalidad productiva o relacionada con la producción, concreta. Se estima que estaba destinado a asambleas o actos de tipo ritual de la población del oppium de Maruelaza. La ubicación y la disposición de las estructuras, que se alinean con elementos ortográficos cercanos marcando direcciones de hechos relevantes, ocaso y orto en los perihelios, punto del mediodía, etc., relacionados con los cambios de las estaciones y la determinación de los tiempos importantes relacionados con las tareas agrícolas.
Una construcción de este tipo, por sus dimensiones, calidad y utilización señala la fortaleza de la estructura social de la sociedad del castro de Arrola con economía suficiente que le permitía el poder disponer de recursos para realizarla y mantenerla.

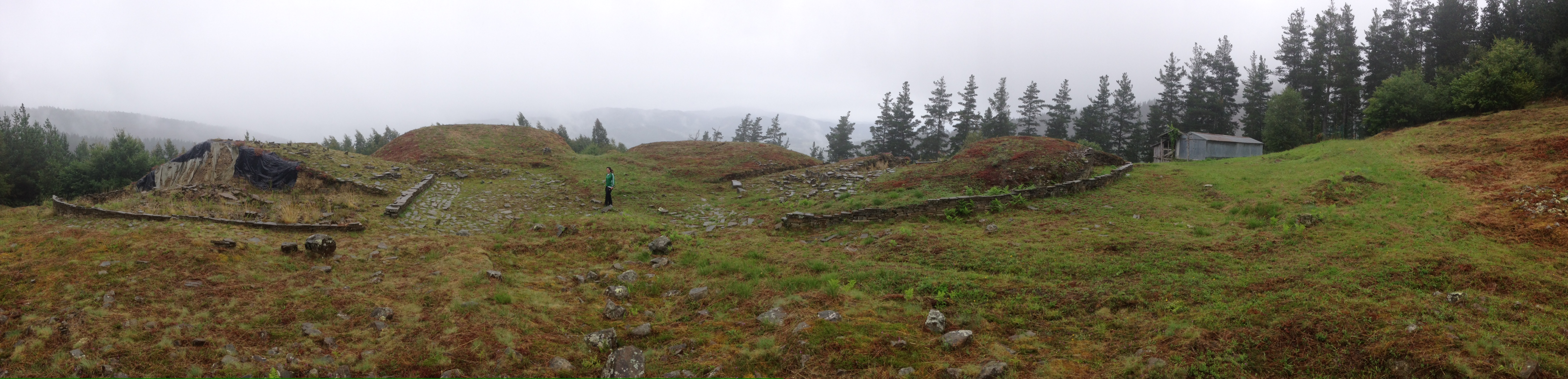
Vista panorámica del Santuario de Gastiburu.

### Descripción
El santuario de Gastiburu está conformado por dos diferentes conjuntos de estructuras arquitectónicas, por un lado, ubicados en cuatro de los cinco vértices de una figura pentagonal, emergen 4 grandes estructuras con planta en herradura con ejes de 18,8 m por 19,3 m y un volumen de entre 450 m³ y 800 m³.  En el quinto vértice está ubicada una estructura similar, pero de menores dimensiones. Por otro lado, alineados con ese quinto vértice del pentágono, se hay una serie de estructuras menores de planta circular, todas ellas forma una línea con una orientación de 87° noreste.
En el centro del pentágono se forma una plaza a la cual miran las estructuras mayores o lóbulos que tienen, hacia este lugar gradas. Cada lóbulo se separa de la plaza mediante un pequeño murete de mampostería que sirve para definirlo e individualizarlo de la plaza, el suelo entre esta y el lóbulo está pavimentado con lajas de piedra arenisca. El muere tiene dos pasos también pavimentados lo mismo que la propia plaza. Las gradas son de forma curva con el centro de la misma próximo al eje común medial de cada estructura. A las gradas se accedía por dos pasillos laterales, en ellas hay lajas de piedra con anagramas que separan espacios entre filas y dentro de la misma fila. Se han encontrado lajas con forma de animales, también se han encontrado cazoletas y algunos pequeños ídolos de piedra.
Los lóbulos están construidos con piedra y arcilla procedente de algunas canteras cercanas (se ha calculado que se han usado 2900 m³ de piedra y 5900 m³ de arcilla). El interior estaba reforzado con troncos de árboles dispuestos de forma octogonal, en cada lóbulo se usaron más de 30 árboles.
Se han descubierto varias alineaciones de elementos del conjunto con puntos singulares de la geografía vecina. El punto más elevado del castro de Arrola está en alineación con el punto central del conjunto y el inicio del muro sur del lóbulo situado al norte. Se han determinado otras alineaciones: Con la cima de monte Elbizuagamendi, que tiene una altitud de 468,2 metros sobre el nivel del mar y está a 123,6º norte, se marca el orto del solsticio de invierno; con el collado de Labakoatxa, con una altitud de 461,4 metros sobre el nivel del mal y situado a 236,7º al norte en elq ue coincide el ocaso de ese mismo solsticio. El orto del solsticio de verano coincide con la loma de Gaztaintzu-gane que tiene 525 metros de altitud y está a 56° N y el ocaso del solsticio de verano se alinea con la cumbre del monte Sollube de 657,4 metros de altitud y situado a 302,9º al norte. El sur se marca con la cumbre del Astoagana, en el macizo del monte Oiz, que tiene una altitud de 804 metros sobre el nivel del mar. Todas las alineaciones coinciden con elementos relevantes de la estructura del monumento. Los puntos referenciales están limpios en el horizonte divisado desde el santuario.